# Huracà València Club de Futbol
L'Huracà València Club de Futbol (oficialment en castellà Huracán Valencia Club de Fútbol) fou un club de futbol valencià que tenia la seu social a la ciutat de València i disputava els seus partits a la localitat de Torrent. Fins a l'any 2011 l'equip jugava a la pedania il·licitana de Torre del Pla amb els noms de Torrellano CF (1983-2009) i Torrellano Illice CF (2009-2011).

## Història
El Torrellano Club de Fútbol va ser fundat l'any 1983, inscrivint-se a la Federació Murciana, que és la que reunia a la majoria dels equips alacantins. L'equip, que vestia amb samarreta morada i pantaló blanc i jugava com a local al Poliesportiu Municipal Isabel Fernández, va militar a les categories regionals murcianes fins que l'any 1987 va passar a disputar les competicions de la Federació Valenciana, juntament amb tots els equips alacantins, a excepció de tres equips fronterers amb Múrcia: l'Orihuela, el Dolores i el Horadada.
L'any 1997 el Torrellano queda campió de grup i ascendeix per primer cop a la Regional Preferent i el 2000 queda subcampió d'aquesta categoria, aconseguint l'ascens a Tercera Divisió. El Torrellano s'havia convertit en tot un referent en el futbol base de la província d'Alacant.
El Torrellano completaria un cicle de cinc anys a Tercera, aconseguint la 9a posició la temporada 2002-03. Entre 2005 i 2009 l'equip disputa la Regional Preferent, proclamant-se campió la temporada 2008-09 i ascendint a Tercera després de superar les eliminatòries contra el Mislata i el Borriol.
El 22 de juliol de 2009 el Torrellano CF es fusiona amb el Club Deportivo Íllice, fundat l'any 2000. El club resultant de la fusió s'anomena Torrellano Íllice Elche Parque Empresarial CF, per motius d'esponsorització. La temporada 2010-11 es manté un acord de filiació amb l'Elx CF.
L'any 2011 és comprat per un empresari relacionat amb el negoci de les apostes i el joc on-line, entre altres sectors, es trasllada a València i es converteix a Huracán Valencia Club de Fútbol, presidit pel periodista local Toni Hernández. Davant la impossibilitat de jugar en cap camp de la ciutat de València, el nou Huracà València CF signa un acord de col·laboració amb el Manises CF i l'Ajuntament de Manises per tal que l'equip local es convertisca en el seu filial i poder jugar al Camp Municipal de Manises.
El juliol de 2011, la nova entitat va adquirir una de les places vacants a la Segona Divisió B després dels descensos administratius de l'Alacant i el Castelló, al grup III.

## Uniforme

### Huracà (2011-actual)
- Uniforme titular: Samarreta blanca i roja a ratlles verticals, pantaló blanc, mitges blanques.
- Uniforme reserva: Samarreta negra i blava a ratlles verticals, pantaló blanc, mitges blanques.

### Torrellano (1983-2011)
- Uniforme titular: Samarreta morada, pantaló blanc, mitges blanques.
- Uniforme reserva: Samarreta blava, pantaló blau fosc, mitges blaves.

## Estadi

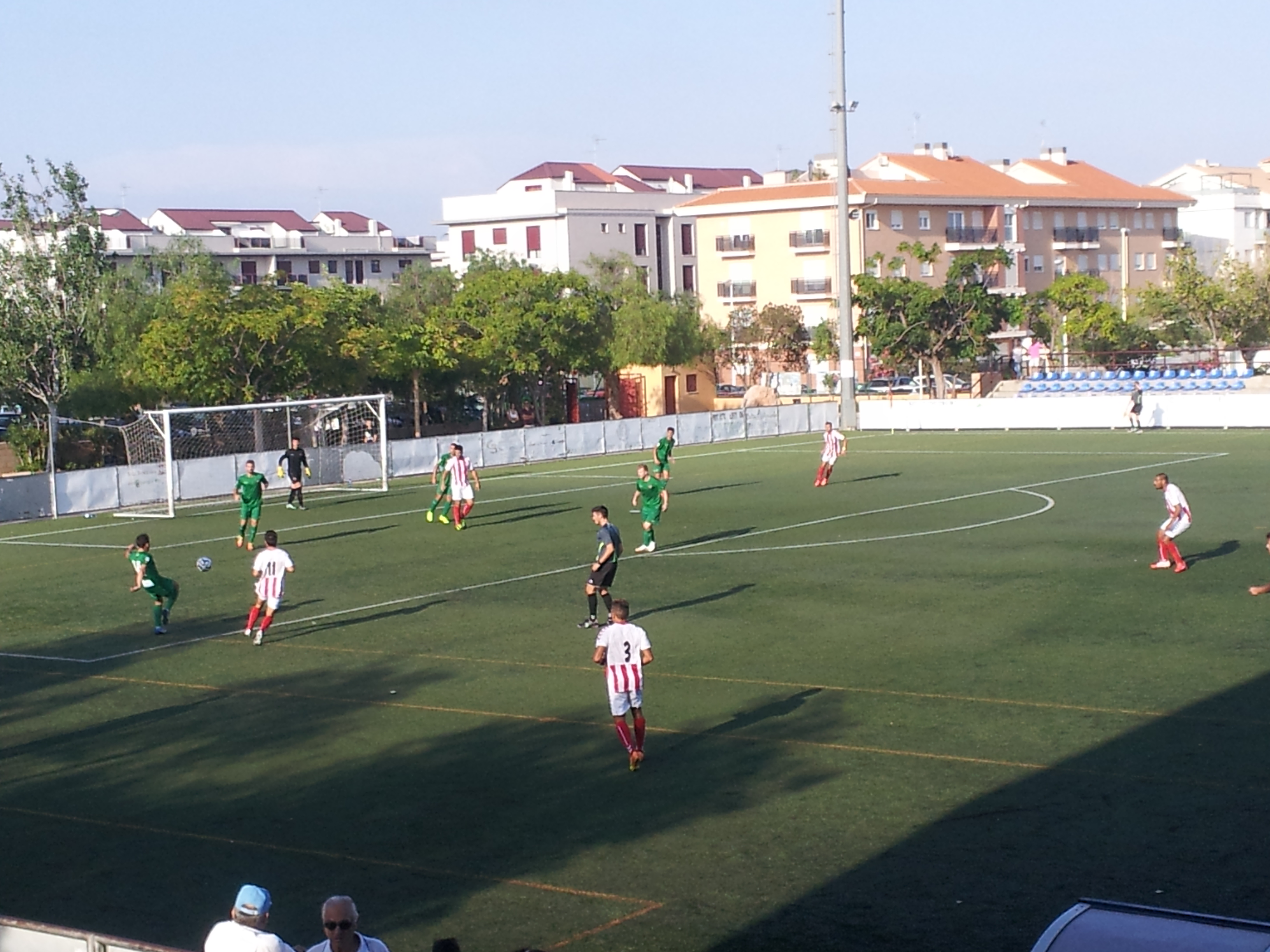
Partit entre l'Huracà i el Llevant UE l'any 2014

### Huracà (2011-actual)
L'Huracà disputava els seus partits al Poliesportiu Municipal de Manises, que des de l'any 2011 rep el nom de Camp Municipal Vicent Martínez Català. El camp té capacitat per a 1.500 espectadors i la superfície és de gespa artificial. Actualment disputa els seus partits a l'estadi de Sant Gregori de la ciutat de Torrent.

### Torrellano (1983-2011)
El Torrellano disputava els seus partits al camp de gespa natural del Poliesportiu Municipal Isabel Fernández, dedicat a la judoka olímpica Isabel Fernández Gutiérrez. El camp posseeix una grada lateral descoberta amb una capacitat aproximada de 1.000 espectadors.

## Dades del club
- Temporades en Segona Divisió B: 2 (actual)
- Temporades en Tercera Divisió: 7
- Temporades en Regional Preferent: 7
- Millor lloc a Tercera Divisió: 9è (2002/03 i 2010/11).
- Pitjor lloc a Tercera Divisió: 19è (2004/05).
- Millor lloc a Segona Divisió B: 2n (2012/13).
- Pitjor lloc a Segona Divisió B: 3r (2011/12).